# Necrodeath
Necrodeath je italská thrash/death metalová kapela, která byla založena roku 1984 ve městě Janov v oblasti Ligurie pod původním názvem Ghostrider. Je to jedna z nejznámějších raných italských metalových kapel vedle např. Schizo a Bulldozer. 
Mezi inspirace skupiny patřily formace Slayer, Possessed, Kreator, Celtic Frost a Bathory.
Debutové studiové album s názvem Into the Macabre vyšlo v roce 1987.

## Diskografie
Dema

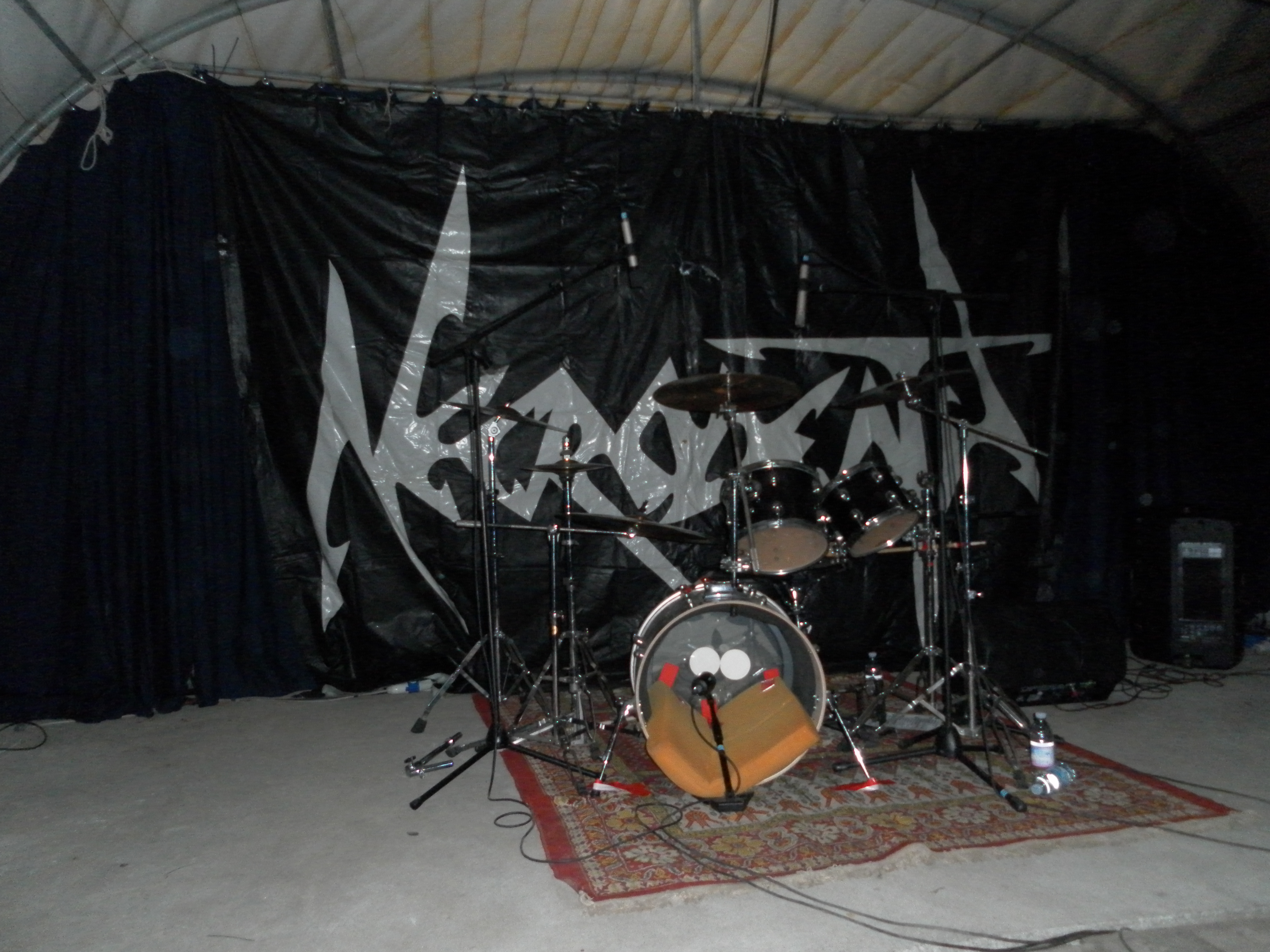
Logo Necrodeath za bicí soupravou.

- Rehearsal '84 (1984, jako Ghostrider)
- The Exorcist (1984, jako Ghostrider)
- Mayhemic Destruction (1985, jako Ghostrider)
- The Shining Pentagram (1985)

Studiová alba
- Into the Macabre (1987)[2]
- Fragments of Insanity (1989)
- Mater of All Evil (1999)
- Black as Pitch (2001)
- Ton(e)s of Hate (2003)
- Season in Silence (2010)
- 100% Hell (2006)
- Draculea (2007)
- Phylogenesis (2009)
- Idiosyncrasy (2011)
- The Return of the Ghost (2011, pod názvem Ghostrider)
- The 7 Deadly Sins (2014)
- The Age of Dead Christ (2018)
- Defragments of Insanity (2019) – znovu nahrané album Fragments of Insanity k 30. výročí
- Singin' in the Pain (2023)
- Arimortis (2025)

EP
- Headhunting (2015)
- Neraka (2020)

Kompilační alba
- 20 Years of Noise 1985-2005 (2005)
- Old Skull (2010) – album obsahující 2 vlastní skladby a zbytek jsou coververze jiných kapel
- The Age of Fear (2011)
- Mayhemic Destruction (2011, pod názvem Ghostrider)

Split nahrávky
- Mondoscuro (2016) – split CD s italskou kapelou Cadaveria

## Videografie
- From Hate to Scorn - Home Video (VHS, 2001)
- Hellive (DVD, 2013)